# مارغريتا سانشيز غوتيريز
مارغريتا سانشيز غوتيريز (بالإسبانية: Margarita Sánchez Gutiérrez)‏ هي قاتلة متسلسلة إسبانية، ولدت في 26 ديسمبر 1953 في مالقة في إسبانيا.